# 怪物來敲門
《怪物來敲門》（英語：A Monster Calls）是一部2016年西班牙、英國和美國合拍的黑暗奇幻劇情片，由胡恩·安東尼奧·巴亞納執導，派翠克·奈斯負責編劇。電影改編自奈斯的2011年小說《怪物來敲門》。由雪歌妮·薇佛、費莉絲蒂·瓊斯、托比·凱貝爾、路易士·麥克杜格爾和連恩·尼遜主演。
電影在美國由焦點影業負責發行，2016年12月23日上映。

## 劇情
小男孩康納的母親得了癌症，面對生病的媽媽以及對他敬而遠之的學校老師同學們，備感壓力的康納在一天晚上夢見了遠方墓園裡的紫杉樹變成了怪物朝他走來。怪物對康納說了三個故事，並要求康納說出第四個故事，在怪物的威逼下，康納說出了埋在他心理的 --- 最深的噩夢......。

## 演員
- 路易士·麥克杜格爾（英语：Lewis MacDougall）飾演康納·歐馬利（Conor O'Malley）
  - 麥斯·古德斯飾演五歲的康納（5-year-old Conor）
- 連恩·尼遜飾演怪物（The Monster）（配音及動作捕捉）
  - 湯姆·霍蘭德擔任怪物一周的替身。
- 雪歌妮·薇佛飾演康納的奶奶
- 費莉絲蒂·瓊斯飾演康納的母親
- 托比·凱貝爾飾演康納的父親
- 詹姆斯·梅爾維爾飾演哈利（Harry）
- 潔拉汀·卓別林（英语：Geraldine Chaplin）飾演康乃爾學校校長

## 製作
2014年3月5日，焦點影業以2000萬美元賣下了小說的電影改編權。

## 發行
原本電影排於2016年10月14日在美國上映，但於2016年6月，焦點影業將上映日延期至2016年10月21日。後來，美國延期至2016年12月23日有限上映，並於2017年1月才會廣泛發行。

### 評價
爛番茄新鮮度86%，根據該網站收集的258篇評論，平均分為7.58/10，而在Metacritic上獲得76分，收獲普遍影評人的讚譽。

## 外部連結
- 互联网电影数据库（IMDb）上《怪物來敲門》的资料（英文）
- Box Office Mojo上《怪物來敲門》的資料（英文）
- Metacritic上《怪物來敲門》的資料（英文）
- 爛番茄上《怪物來敲門》的資料（英文）
- AllMovie上《怪物來敲門》的资料（英文）
- 開眼電影網上《怪物來敲門》的資料（繁體中文）
- 时光网上《怪物來敲門》的資料（简体中文）
- 豆瓣电影上《怪物來敲門》的資料 （简体中文）